# Plectranthus reflexus
Plectranthus reflexus là một loài thực vật có hoa trong họ Hoa môi. Loài này được van Jaarsv. & T.J.Edwards miêu tả khoa học đầu tiên năm 1991.